# Hermann Hilprecht
Hermann Volrath Hilprecht (Hohenerxleben, province de Saxe, le 28 juillet 1859 — 19 mars 1925), archéologue américain d'origine allemande, spécialiste d'assyriologie. Il participe à la première série de fouilles de Nippur menées par l'Université de Pennsylvanie pour laquelle il travaille. Après sa mort, sa veuve lègue plusieurs milliers d'objets anciens à l'Université d'Iéna.

## Biographie
En 1883, il obtient son doctorat d'assyriologie à l'Université de Leipzig. À partir de 1883, il est professeur d'assyriologie à l'Université de Pennsylvanie. De 1886 à 1911, il dirige des fouilles à Nippur où il découvre de nombreux textes majeurs pour l'étude de la Mésopotamie ancienne.
En assyriologie, le préfixe HS désigne les tablettes conservées dans la collection Hilprecht (Hilprecht-Sammlung en allemand) à Iéna.